# ブージヴァルのダンス
『ブージヴァルのダンス』 (仏: Bal à Bougival )は、ピエール＝オーギュスト・ルノワールによる1883年作の絵画。
現在、アメリカ合衆国マサチューセッツ州ボストンにあるボストン美術館の所蔵で、「美術館で最も愛される作品のひとつ」だと言われている。

## 主題
作品のモデルは、ルノワールの友人シュザンヌ・ヴァラドンとポール＝オーギュスト・ロートである。場所はパリ近郊ブージヴァル。

## 様式
この作品は、ルノワールが印象派独特の明るい色合いを維持しながらも、ルーヴル美術館の絵画の模写を通して学んだ、より古典主義的な様式を取り入れた最初の作品だと言われている。

## 参照項目
- 都会のダンス
- 田舎のダンス